# الرؤية السعودية اليابانية 2030
الرؤية السعودية اليابانية 2030 رؤية مشتركة بين المملكة العربية السعودية و دولة اليابان، أطلقت في العام 2017، وتشمل عدة اتفاقيات ومذكرات تعاون بين الدولتين في قطاعات البنية التحتية، الصناعات المنافسة، الطاقة والاستثمار، المنشئات الصغيرة والمتوسطة، الرعاية الطبية والإعلام والترفيه.
تجمع السعودية واليابان علاقات اقتصادية واستراتيجية، وتعتبر السعودية مصدر النفط الأول لليابان، ومن جانبها تتبوأ اليابان موقع ثالث أهم شريك تجاري للسعودية، باستثمارها في الصناعات التحويلية والبتروكيماويات.                                                            
وتدعم الرؤية المشتركة اهتمام البلدين بالتنوع الاقتصادي، وتطوير الثورة الصناعية الرابعة في السعودية، كما تركز على تعزيز العلاقات الاقتصادية، والتبادل التجاري في صادرات البترول، واستيراد السيارات، إضافة إلى إطلاق مبادرات تسهل أداء الأعمال بين البلدين، وتوثيق التعاون بين هيئات سوق المال، وتطوير إجراءات الحصول على تأشيرات الدخول، والتعاون في مجالات الثقافة والرياضة والتعليم.  
ووفقا للرؤية اتفقت السعودية واليابان للعمل على نحو 43 مشروع، يعتبر 31 منها مشاريع تجريبية للتوسع في استخدام الطاقة المتجددة، وتطوير القطاع الصناعي في السعودية.

## مجالات الرؤية[1]

### الطاقة
تتضمن مبادرات الرؤية السعودية اليابانية 2030 في مجال الطاقة التعاون بين البلدين في تطوير البنية التحتية للصناعات البترولية وصناعة الغاز الطبيعي، والطاقة النظيفة، رفع كفاءة الطاقة وتطوير الكوادر البشرية في مجالات الطاقة النووية، إلى جانب التعاون في اكتتاب شركة أرامكو، ودراسة رفع سعة التخزين النفطية في اوكيناوا.

#### الصناعات المنافسة
التخطيط لتأسيس شراكة لتطوير الثورة الصناعية الرابعة في السعودية، من خلال الاستفادة من التقنية اليابانية، ودراسة جدوى تأسيس صناعة السيارات في السعودية.

##### البنية التحتية
تركز المبادرات على التعاون بين البلدين في مجالات تحلية المياه.

##### الاستثمار
تسعى الرؤية لدعم التعاون المؤسسي بين سوق الأوراق المالية السعودية تداول، وسوق اليابان جي بي اكس.

##### الرعاية الطبية
يتضمن عمل الرؤية رفع مستوى التعاون مع القطاع الخاص، للعمل على رفع متوسط العمر المتوقع للمواطنين.

##### المنشئات الصغيرة والمتوسطة
تشمل مبادرات الرؤية التعاون في وضع السياسات وبناء قدرات المشاريع الصغيرة والمتوسطة في السعودية، إضافة إلى تبادل الخبرات وتطوير قاعدة للتواصل بين منشآت البلدين، والتعاون في مجالات الخدمة الاجتماعية.

##### الإعلام والترفيه
تسعى الرؤية إلى تبادل المعرفة لتطوير قطاع الترفيه في السعودية.

## الاتفاقيات[4]
في العام 2017 عقد منتدى الأعمال الخاص بالرؤية السعودية اليابانية 2030 في العاصمة اليابانية طوكيو، بحضور الملك سلمان بن عبدالعزيز، والذي جرى على هامشه توقيع اتفاقيات بين القطاع الخاص في البلدين شملت مجالات الاستثمار، الطاقة والتصنيع، والتقنية والإسكان.
* منحت الهيئة العامة للاستثمار مجموعة متسوبيشي يو إف جي المالية ترخيص لبنك متسوبيشي MUFG، يمكنه من فتح فروع له في السعودية.
* ترخيص لفتح مركز اقتصادي فني لمركز التعاون الياباني للشرق الأوسط JCCME.
* اتفاقية الشركة العربية السعودية للزيت أرامكو مع مؤسسة نيبون اليابانية للنفط والطاقة، تقضي بإجراء دراسات لبحث إمكانيات التعاون في مجالات تطرير النفط وتجارته، البتروكيماويات، النافثا، إلى جانب التقنيات البيئة وبرامج التدريب.
* اتفاقية تعاون مع شركة يوكوجاوا للهندسة الكهربائية والالكترونية، تهدف إلى سعودة التصنيع، والبحث والتطوير، والقياس خلال عملية التشغيل، ونظم التحكم والرقمنة في صناعة النفط والغاز.
* اتفاقية الشركة السعودية للكهرباء، وشركة طوكيو للطاقة الكهربائية اتفاقية لإنشاء مركز للبحوث والتطوير في السعودية، كما أبرمت اتفاقية بين مدينة الملك عبد العزيز للعلوم والتقنية، ومنظمة اكتشاف الفضاء اليابانية، تقضي بالتعاون في علوم الفضاء والتكنولوجيا.
* مذكرة تفاهم بين شركة تويوتا اليابانية، وبرنامج تنمية التجمعات الصناعية الوطني في السعودية، لعمل دراسة جدوى مشتركة على التصنيع المحلي في السعودية لقطع غيار وسيارات شركة تويوتا.
* اتفاقية التقنيات ثلاثية الهجين بين الهيئة السعودية للمياه في السعودية مع شركة ساسكورا اليابنية، ووقعت مذكرة تفاهم لتطوير آليات تحلية المياه في الشرق الأوسط، بين كل من شركة أكوا باور الدولية والشركة العربية اليابانية لصناعة الأغشية، مع شركة جي إف إي اليابانية وشركة تويوبو اليابانية.

## المشاريع[5]
| · تحسين ملائمة التأشيرة                                                                                      | · الشروع في الأعمال اللوجستية في ميناء الملك عبدالله (KAP)                                                                                      |
| · معاهدة الاستثمار                                                                                           | · التعاون في مجال تكنولوجيا المعلومات والاتصالات                                                                                                |
| · الاتفاقية الدولية للتعاون الفني لتقاسم التكاليف                                                            | · التعاون في تطوير قطاع المنتزهات |
| · برنامج تعاون بين برنامج تطوير الصناعة الوطنية والخدمات اللوجستية ومكتب الرؤية السعودية اليابانية في الرياض | · التعاون في تطوير المناسبات الترفيهية |
| · التعاون في مجالات الشركات الناشئة والابتكار                                                                | · التعاون في تطوير طب الطوارئ والكوارث |
| · أنشطة ترويج الاستثمار والتجارة                                                                             | · التعاون في تنظيم المنتجات الطبية |
| · التعاون في مجال التجارة الإلكترونية                                                                        | · الترويج لبٍدَل الروبوت الطبية |
| · تنفيذ إجراءات مكافحة التزييف                                                                               | · تعزيز صحة المرأة |
| · سياسات بناء القدرات في مجال تعزيز التجارة                                                                  | · التعاون بين بورصة تداول السعودية ومجموعة اليابان للتداول (JPX)                                                                                |
| · إقامة شراكة لتطوير الثورة الصناعية الرابعة في المملكة العربية السعودية                                     | · التعاون بين شركة السوق المالية السعودية (تداول) وشركة نومورا إنترناشيونال (PLC)                                                               |
| · دراسة جدوى تصنيع السيارات في المملكة العربية السعودية                                                      | · التعاون لتنمية رأس المال البشري للمواطنين السعوديين من قبل ثلاثة من البنوك اليابانية العملاقة                                                 |
| · مشروع شبكة التعليم والبحث الدولي في المملكة العربية السعودية                                               | · التعاون في المنتدى الاقتصادي الياباني الأفريقي بين القطاعين العام والخاص                                                                      |
| · التعاون في الاكتتاب العام لشركة أرامكو السعودية                                                            | · مطابقة الأعمال للمنشآت الصغيرة والمتوسطة |
| · تطوير البنية التحتية للبترول والغاز الطبيعي في المملكة العربية السعودية                                    | · إنشاء مركز صيانة وتنمية الموارد البشرية لآلات ومعدات المصانع في المملكة                                                                       |
| · تنمية الموارد البشرية في مجال الطاقة النووية                                                               | · نشر تطبيقات مفهوم كايزن من قبل الوكالة اليابانية للتعاون الدولي (JICA) في الهيئة السعودية للمواصفات والمقاييس والجودة ومدينة الملك فهد الطبية |
| · تحقيق مجتمع الهيدروجين                                                                                     | · تعاون (JICA) لتعزيز الأنشطة التشاركية للمواطنين                                                                                               |
| · مشروع المركبات الكهربائية التجريبي                                                                         | · المساهمات المشتركة في المساعدة الإنمائية الدولية                                                                                              |
| · التعاون في مجال تحلية مياه البحر واستصلاح المياه                                                           | · التعاون في مجال التراث الوطني |
| · التعاون في مجال تقنية التناضح المتقدم                                                                      | · التعاون لإقامة معرض "طرق التجارة في الجزيرة العربية"                                                                                          |
| · إطالة عمر المفاتيح الكهربائية المعزولة بالغاز                                                              | · التبادل الرياضي (كاراتيه، وجودو، ورفع أثقال، وعلوم الرياضة، والسباحة، والمبارزة)                                                              |
| · التعاون في مجال معالجة النفايات الصناعية                                                                   | · التعاون في إطار المجال الثقافي |
| · التعاون في قطاع الإسكان                                                                                    | |

يشير الباحث د. خالد آل رشود في كتابه "العلاقات السعودية اليابانية" أن المشاريع المذكورة في الجدول أعلاه تشمل كل من المشاريع القائمة والتي تم الانتهاء من تنفيذها بالفعل.